# Canoo

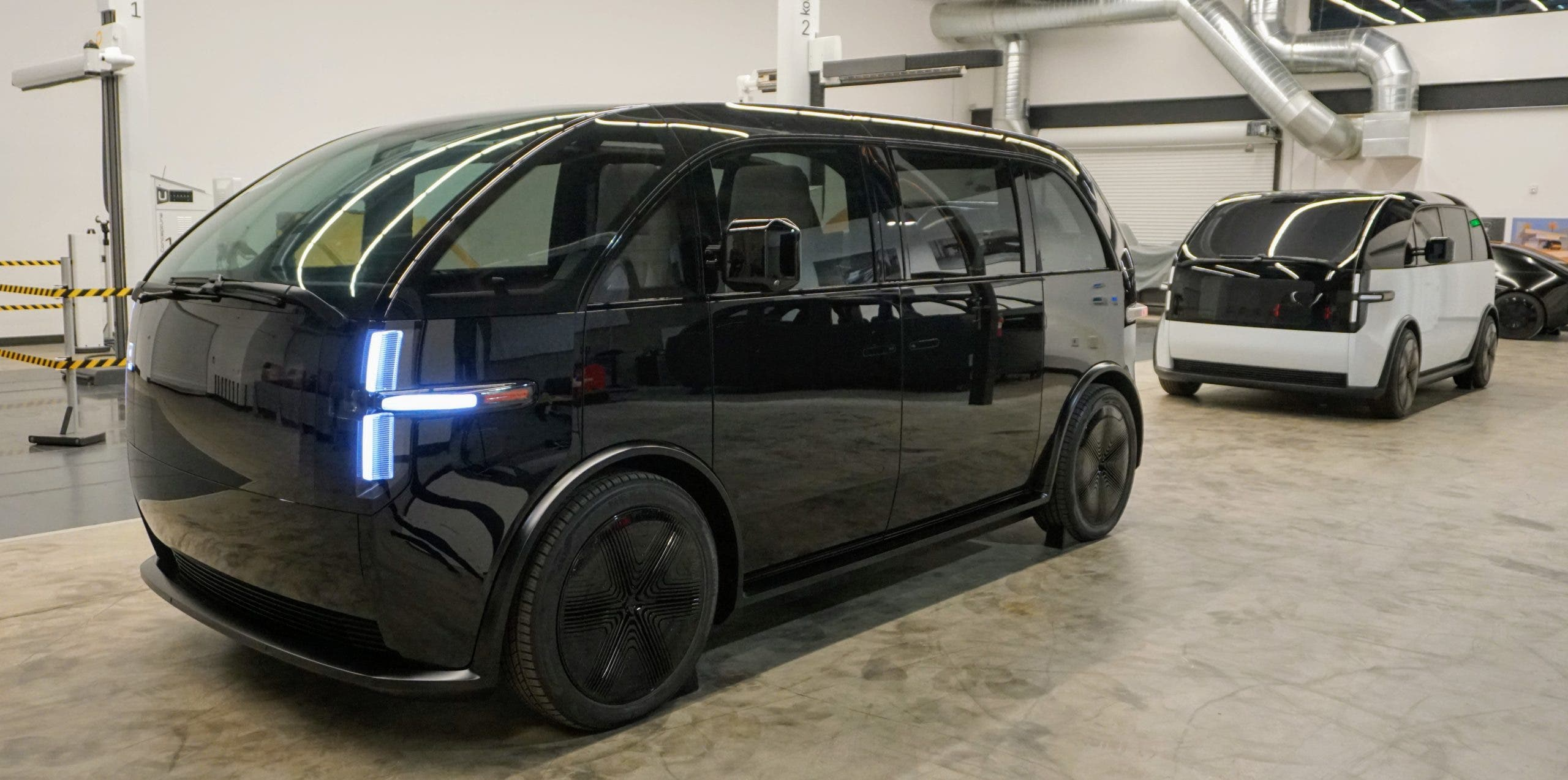
Canoo Minivan

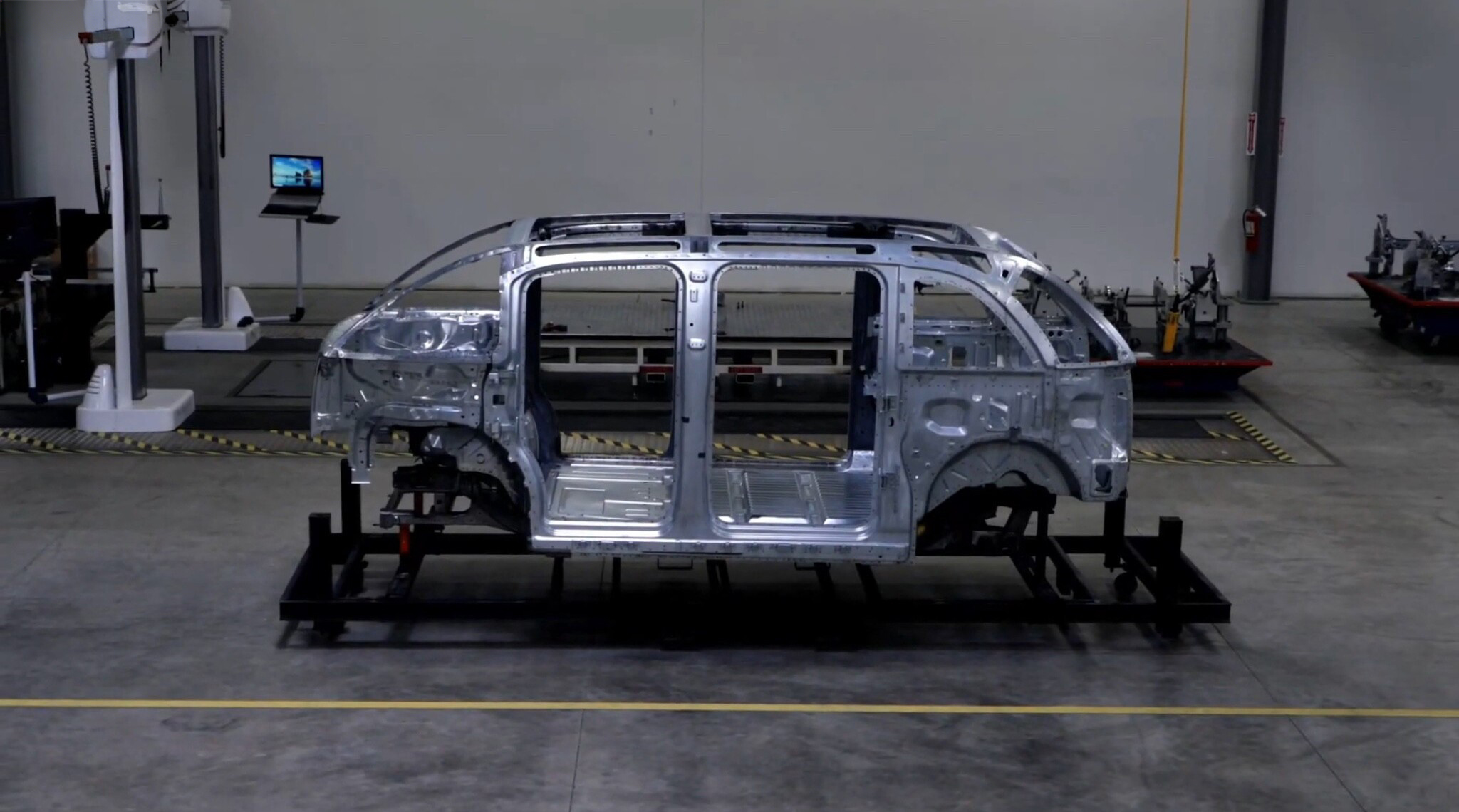
Canoo Minivan - szkielet

Canoo Inc. – amerykański producent elektrycznych samochodów, z siedzibą w Torrance, działający w latach 2017–2025.

## Historia

### Evelozcity
Motoryzacyjny startup o nazwie Evelozcity założony został w 2017 roku przez dwójkę niemieckich menedżerów po tym, jak w atmosferze konfliktu razem odeszli z podobnego amerykańskiego przedsięwzięcia, Faraday Future. Doświadczony wcześniej w pracy w Deutsche Bank Stefan Krause oraz działający w BMW Ulrich Kranz skoncentrowali się na rozwoju technologii samochodów elektrycznych. Wstępne środki na rozwój zapewnili przedsiębiorcy z Chin oraz Niemiec: Li Pak-Tam i David Stern. W kwietniu 2018 roku do załogi startupu dołączył z kolei byłego prezesa Opla, Karla-Thomasa Neumanna.

### Canoo
W marcu 2019 roku przedstawiciele Evelozcity zdecydowali się dokonać rebrandingu, zmieniając nazwę startupu na Canoo. W lipcu tego samego roku po nieco ponad roku działalności struktury firmy opuścił Karl-Thomas Neumann redukując swoje związki z nią do statusu inwestora, z kolei we wrześniu przedstawiony został przedprodukcyjny prototyp pierwszego planowanego pojazdu - w pełni elektrycznego, futurystycznego pojazdu dostępnego docelowo wyłącznie w modelu subskrybcji, Canoo Minivan.
W lutym 2020 roku południowokoreański potentat branży motoryzacyjnej, koncern Hyundai Motor Group po tym, jak ogłosił zainwestowanie środków w inny brytyjski motoryzacyjny startup Arrival, zadeklarował nawiązanie współpracy także z Canoo. Na jej mocy koncern będzie rozwijać wspólnie platformy do samochodów dostawczych, inwestując między 2020 a 2025 rokiem docelowo ok. 87 miliardów dolarów.
Lipiec 2020 przyniósł ustąpienie z funkcji dyraktora generalnego i odejście z Canoo jego współzałożyciela, Stefana Krause, pogrążonego w kłopotach rodzinnych, z kolei we wrześniu tego samego roku przedsiębiorstwo stało się spółką publiczną notowaną na nowojorskiej giełdzie NASDAQ pod symbolem GOEV.

### Rozwój planów
Ponad rok po prezentacji zapowiedzi swojego pierwszego samochodu, Canoo przedstawiło w grudniu 2002 kolejny projekt tym razem realizujący koncepcję w pełni elektrycznego samochodu dostawczego. Debiut rynkowy Canoo MPDV z ceną początkową wynoszącą 33 tysiące dolarów zapowiedziano wówczas na 2022 rok. 4 miesiące później startup przedstawił zapowiedź kolejnego, trzeciego z kolei pojazdu, tym razem utrzymanego w konwencji dużej, elektrycznej półciężarówki Canoo Pickup. Ta ma trafić do seryjnej produkcji docelowo ostatnia, ze wstępną datą wyznaczoną w marcu 2021 na połowę 2023 roku. Ogłoszenie tych planów spowodowało wzrost akcji Canoo o 14%.
W czerwcu 2021 Canoo zapowiedziało pierwsze plany wokół rozwoju przyszłych zakładów produkcyjnych. Te mają zostać zbudowane w mieście Pryor Creek w amerykańskim stanie Oklahoma, gdzie wytwarzane mają być wszystkie z 3 zapowiadanych konstrukcji startupu. Ponadto nawiązano także krótkotrwałe porozumienie z holenderskim VDL Nedcar, które z kolei na potrzeby europejskiego rynku miało wytwarzać pojazdy Canoo w fabryce w Born poczynając od 2023 roku. W grudniu 2021 roku poinfomowano, że porozumienie z holenderską firmą upadło i nie doczeka się realizacji.

### Problemy i upadłość
W marcu 2021 roku Canoo ogłosiło, że zawarte przed rokiem porozumienie dotyczące wspólnego rozwoju platform do elektrycznych samochodów użytkowych z południowokoreańskim Hyundai Motor Group zostało rozwiązane, a firma dokonała ponadto zmiany strategii - zamiast modelu subskrybcji, zakładając tradycyjną sprzedaż swoich przyszłych pojazdów. Miesiąc później z Canoo odszedł jego drugi współzałożyciel, Ulrich Kranz, którego na stanowisku CEO zastąpił nowy menedżer, Tony Aquila. Gwałtowne zmiany strategii i zawirowania wokół stanowisk zarządczych zwróciły uwagę amerykańskiej federalnej Komisji Papierów Wartościowych i Giełd, która rozpoczęła w kwietniu 2021 wokół tego śledztwo na wniosek pozwów ze strony akcjonariuszy spółki giełdowej Canoo Inc.
W listopadzie 2021 Canoo zmieniło swoje dotychczasowe plany produkcyjne, chcąc zainwestować środki w zakład w Bentonville w Arkansas i wskazując firmę Panasonic za przyszłego dostawcę baterii. Wiosną 2022 firma znalazła się w trudnej sytuacji finansowej, zmagając się z brakiem płynności finansowej. Pomimo trwających niemal 3 lata próbom pozyskania inwestorów, zmianami w planach produkcyjnych i poszukiwaniach dużych klientów, ostatecznie w połowie stycznia 2025 Canoo ogłosiło bankructwo i zniknęło z rynku po 8 latach prób wdrożenia swoich pojazdów do masowej produkcji.

## Modele samochodów

### Historyczne
- MPDV (2020)
- Minivan (2023–2025)
- Pickup (2023–2025)